# Zygottus
Zygottus es un género de arañas araneomorfas de la familia Linyphiidae. Se encuentra en Norteamérica.

## Lista de especies
Según The World Spider Catalog 12.0:
- Zygottus corvallis Chamberlin, 1949
- Zygottus oregonus Chamberlin, 1949